# Ion Demian
Ion Demian (ur. 2002) – mołdawski zapaśnik walczący w stylu wolnym. Zajął siedemnaste miejsce na mistrzostwach świata w 2023. 
Drugi na MŚ U-23 w 2023 i trzeci w 2024. Trzeci na ME U-23 w 2024. Mistrz Europy juniorów w 2022 roku.